# Zdzisław Wrona
Zdzisław Wrona (nascido em 12 de janeiro de 1962) é um ex-ciclista polonês. Terminou em segundo lugar na competição Volta à Polónia de 1986.